# La Voz del Interior
La Voz del Interior è un quotidiano argentino fondato a Córdoba nel 1904. È diffuso in tutta la provincia di Córdoba e nelle limitrofe province di Catamarca, Santiago del Estero, La Rioja, San Luis, Santa Fe e Buenos Aires.

## Storia
Fondato da Silvestre Rafael Remonda e Juan Dionisio Naso, uscì per la prima volta il 15 marzo 1904.
Il 21 settembre 1996 ha inaugurato il suo sito internet. Nel 1997 La Voz è stata acquisita dal Gruppo Clarín, il più grande conglomerato di media in Argentina, che utilizza il formato di giornale broadsheet.